# James W. Marshall

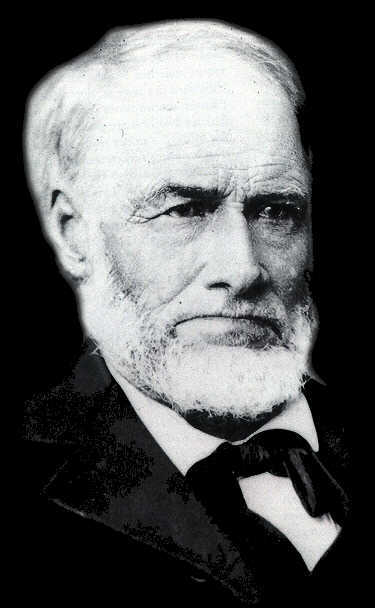
James W. Marshall circa 1884.

James Wilson Marshall (Hopewell Township, 8 oktober 1810 – El Dorado County, 10 augustus 1885) was een Amerikaans timmerman uit New Jersey die in 1848 goud ontdekte toen hij voor John Sutter een houtzagerij aan het bouwen was aan de American River in Californië, wat aanleiding gaf tot de Californische goldrush. Hoewel de goudmijnen een aantal mensen rijk maakten, hebben Sutter noch Marshall hier voordeel uit weten te halen. Marshall werd wijnbouwer in de jaren 1860 en was daarna betrokken bij een onsuccesvolle goudmijn. Hij overleed in 1885 in relatieve armoede.